# Steene
Steene es una comuna francesa situada en el departamento de El Norte, en la región de Alta Francia.

## Demografía
| 872 | 815 | 1333 | 1302 | 1264 | 1184 | 1373 |
| Para los censos de 1962 a 1999 la población legal corresponde a la población sin duplicidades (Fuente: INSEE [Consultar]) |     |      |      |      |      |      |